# Phomopsis abietina
Phomopsis abietina (R. Hartig) Grove – gatunek grzybów z klasy Sordariomycetes.

## Systematyka i nazewnictwo
Pozycja w klasyfikacji według Index Fungorum: Phomopsis, Diaporthaceae, Diaporthales, Diaporthomycetidae, Sordariomycetes, Pezizomycotina, Ascomycota, Fungi.
Po raz pierwszy opisał go w 1889 r. Robert Hartig nadając mu nazwę Phoma abietina. Obecną nazwę nadał mu William Bywater Grove w 1918 r.

## Znaczenie
Grzyb mikroskopijny pasożytujący na jodle pospolitej (Abies alba) i wywołujący u niej chorobę o nazwie przewężenie i zamieranie pędów jodły. Znany jest tylko w postaci anamorfy. Tworzy zagłębione w tkankach jodły podkładki, a w nich wydłużone, owalne konidia o wymiarach 10–15 × 2–6 µm.
Znajduje się na liście organizmów patogennych dla roślin w kategorii II – mikroorganizmy, o których wiadomo, że wywołują epidemie wśród roślin uprawnych oraz ozdobnych.